# Зіткнення поблизу Вілья-Кастеллі
9 березня 2015 року поблизу населеного пункту Вілья-Кастеллі (провінція Ла-Ріоха, Аргентина) відбулося зіткнення в повітрі двох гелікоптерів. Усі десять чоловік, що перебували на борту, загинули. Серед них були французькі олімпійці Камій Мюффа, Алексіс Вастін і Флоранс Арто. Катастрофа сталася під час зйомок популярного реаліті-шоу Dropped для французького телебачення.

## Інцидент
Інцидент стався під час знімання епізоду французького телевізійного реаліті-шоу Dropped (канал TF1). Судячи з відеозапису інциденту, один із гелікоптерів раптово почав підійматися з більшою швидкістю, ніж інший, у результаті чого зіткнувся з ним знизу. За словами місцевої влади, погодні умови на момент зіткнення були добрими.

### Жертви
Усі десять людей на борту двох гелікоптерів загинули в результаті інциденту. Серед них були французькі спортсмени Камій Мюффа, Алексіс Вастін і Флоранс Арто. Також загинули два аргентинських пілоти та п'ять французьких громадян — членів колективу телекомпанії Adventure Line Productions. За повідомленнями преси, на момент зіткнення інші учасники шоу чекали своєї черги на землі неподалік від місця катастрофи.

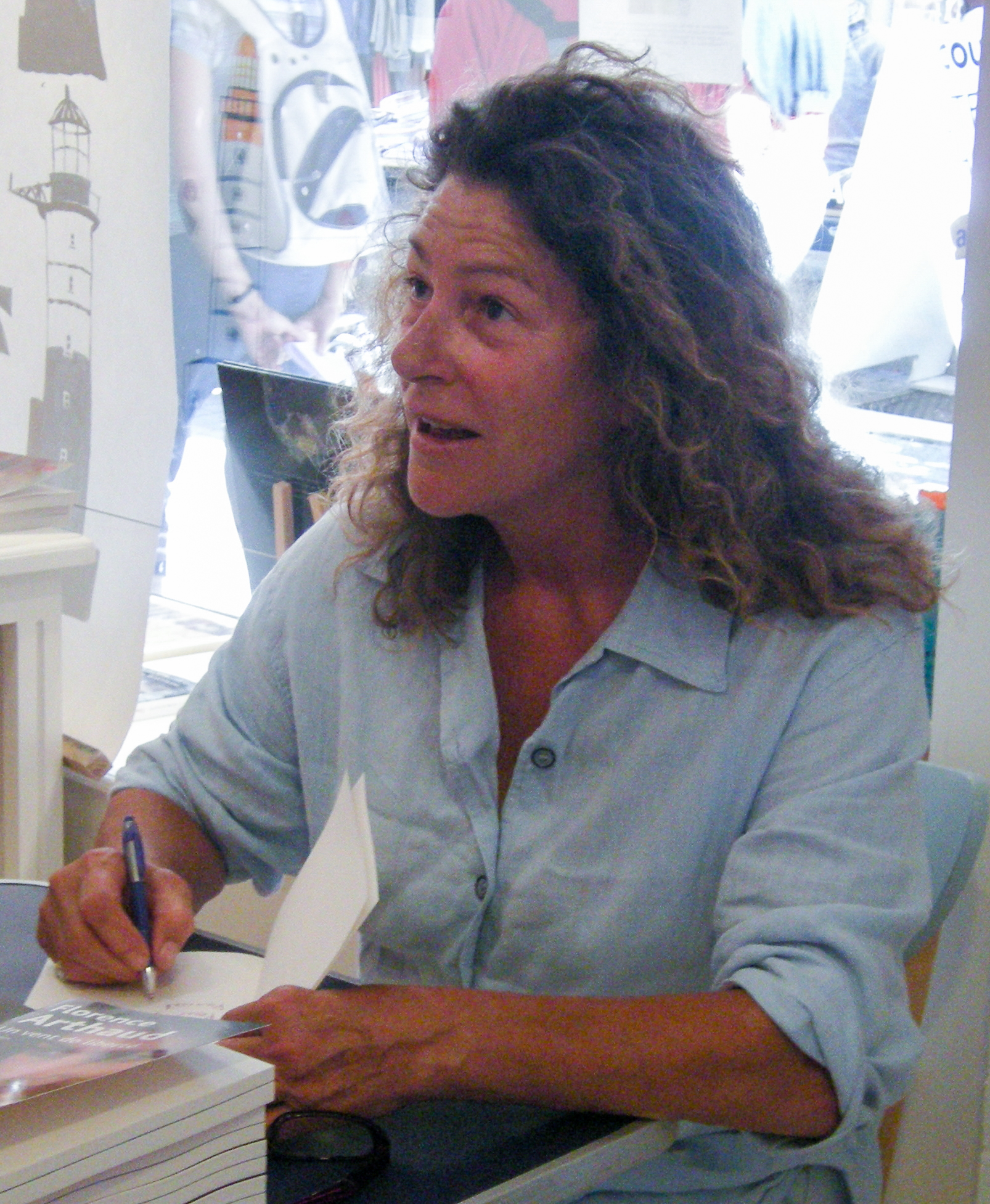
Флоранс Арто
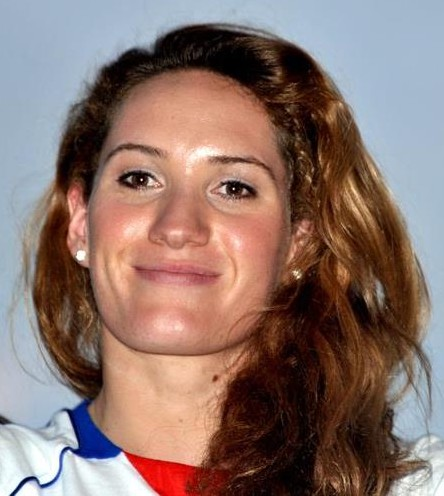
Камій Мюффа
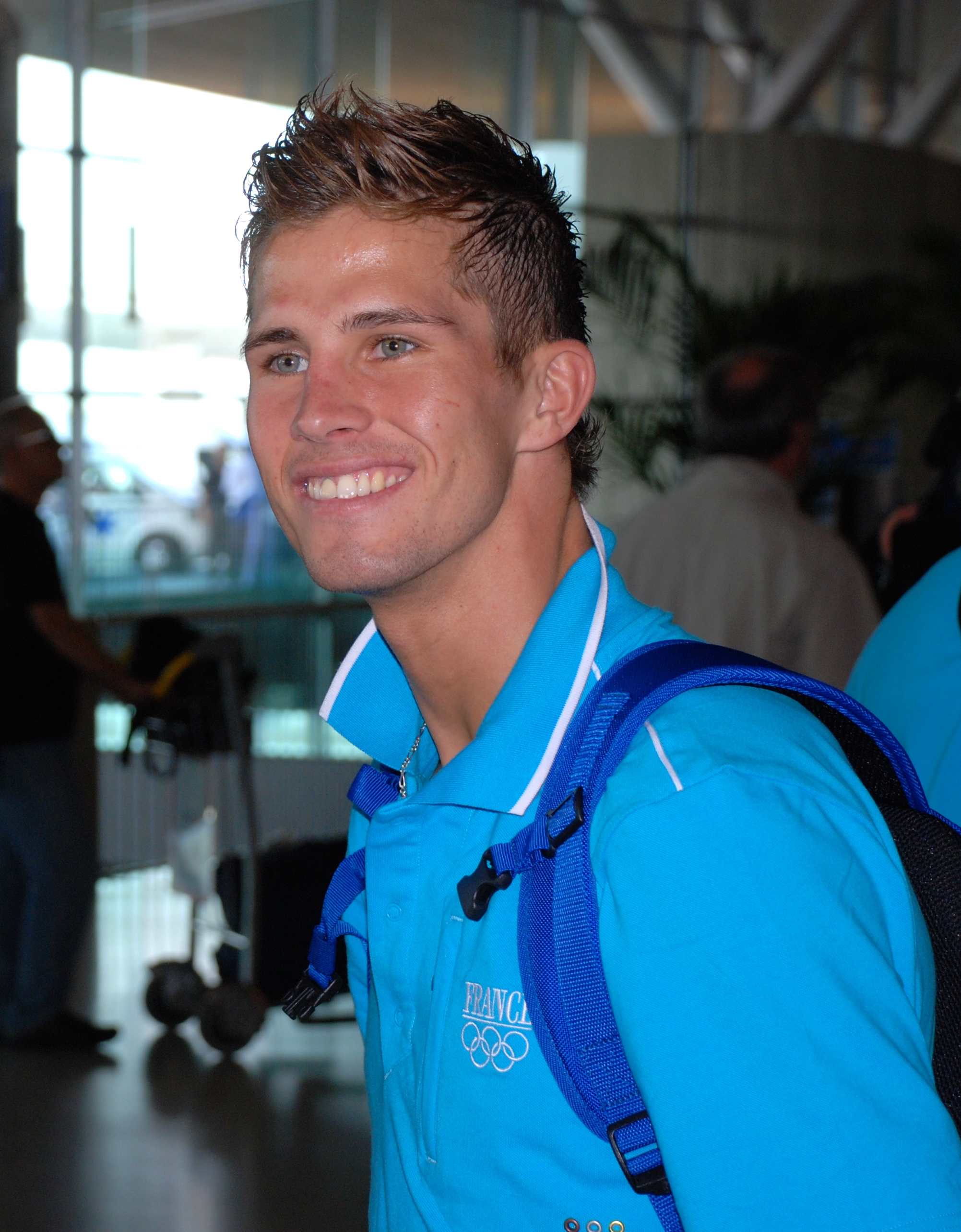
Алексіс Вастін

## Реакція
- Президент Франції Франсуа Олланд висловив співчуття близьким і родичам загиблих.